# Стендова стрільба

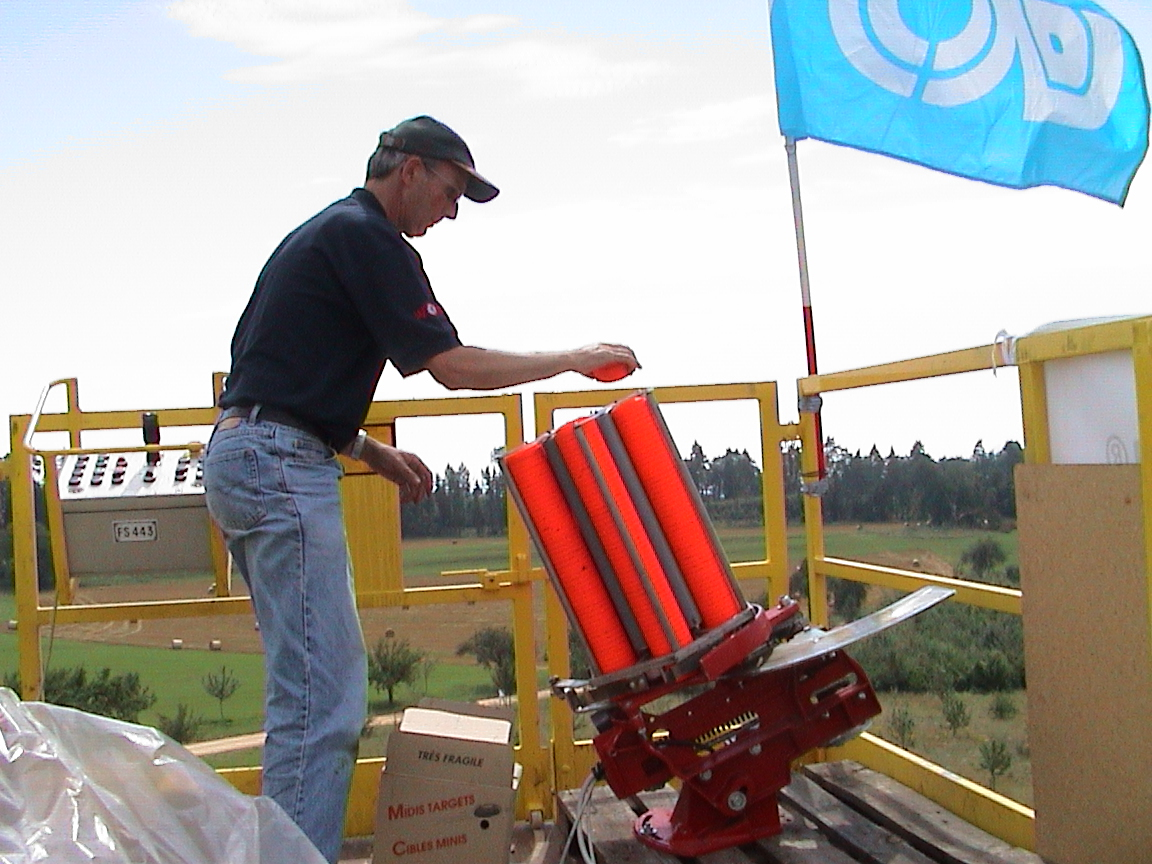
Машина для вистрілювання тарілочок

Стендова стрільба — один з підрозділів стрілецького спорту. Змагання зі стендової стрільби проводяться на відкритих стрільбищах. Стрільба ведеться з гладкоствольних рушниць дробовими зарядами по спеціальних мішенях-тарілочках. При влученні навіть декількох дробин у тарілочку, вона розбивається. Мішені робляться із суміші бітумного пеку (компонент використовуваний для виробництва асфальту) і цементу, і викидаються в повітря за допомогою спеціальної машини. У цей час розробляється й впроваджується екологічна технологія виробництва мішеней, що виключає використання компонентів, що завдають шкоду довкіллю.

## Історія
Коріння стендової стрільби належать до змагань мисливців, які стріляли по птахах з мисливських рушниць. Такі змагання проходили в Європі (у першу чергу в Англії) вже в Середньовіччя. Наприкінці XI століття - початку XX століття, у тому числі й на декількох перших Олімпійських іграх, стрільці вели вогонь по живих голубах, яких підкидали в повітря. Потім голубів змінили на тарілочки.
Стендова стрільба входить у програму Олімпійських ігор і є однією з найстарших олімпійських дисциплін. Уперше медалі в стендовій стрільбі були розіграні на ІІ Олімпійських іграх у Парижі в 1900 році, і відтоді стендова стрільба входила до програми всіх Ігор, за винятком 1904 і 1936 років. З 1996 року змагання чоловіків і жінок проводяться окремо. Чемпіонати світу зі стендової стрільби проходять із 1935 року. Всі змагання проходять під егідою Міжнародної федерації спортивної стрільби (ISSF).

## Стендова стрільба на Олімпійських іграх
В олімпійську програму входять змагання в трьох дисциплінах - круглому стенді (або скіті), траншейному стенді (або трапі) і дубль-трапі.
На круглому стенді, переміщаючись від одного стрілецького місця до іншого (усього вісім стрілецьких місць), міняючи кут пострілу щодо траєкторій мішеней, що вилітають, учасник веде вогонь по тарілочках, що летить назустріч одна одній із приміщень (вишки — ліворуч, за спиною першого номера й будки — праворуч, за спиною сьомого номера). Вони знаходяться у районі першого й сьомого номерів, причому виліт мішені з кожної відбувається на різній висоті. Крім цього, круглий стенд відрізняється від інших вправ затримкою вильоту мішені після команди стрільця, що автоматично змінюється від 0 до 3 секунд. На змаганнях на круглому стенді у 2000 році український спортсмен Микола Мільчев встановив вічний олімпійський рекорд і повторив світовий, вибивши 150 мішеней з 150. Цей рекорд можна тільки повторити, але не перевершити.
На траншейному стенді спортсмен стріляє по тарілочках, що викидається із траншеї у випадковому напрямку (ліворуч, праворуч або прямо. До моменту вильоту стрілець не може знати, куди полетить мішень); дубль-трап проводиться як і змагання на траншейному стенді, за винятком того, що тарілочки викидаються попарно, а стрільба ведеться дуплетом. У вправі дубль-трап з 2004 року також введена затримка мішені після команди стрільця від 0 до 3 секунд
Траншейний стенд увійшов у програму Ігор в 1990 році для чоловіків і в 2000 році для жінок, круглий - в 1968 році для чоловіків і в 2000 році для жінок; дабл-трап в 1996 році і для чоловіків і для жінок.
Змагання з всіх трьох олімпійських дисциплін проходять за одним регламентом. У ході попередніх змагань визначається шістка фіналістів, що у фіналі визначає чемпіона й призерів. Результати фіналу й попередніх змагань сумуються. У випадку якщо в підсумку два й більше спортсмени набирають однакову кількість очок, то робиться перестрілка між ними до першого промаху. Для підвищення глядацького інтересу й для зниження ймовірності суддівської помилки стрільба у фіналі ведеться по спеціальних тарілочках, які при влученні викидають у повітря хмару яскраво пофарбованого (переважно — червоного, рідше — жовтого) порошку.

## Терміни
У стендовій стрільбі вживаються трохи специфічних для даного виду спорту термінів:
- Угонна мішень — мішень, що має напрямок свого польоту «від стрільця».
- Зустрічна мішень — мішень, що має напрямок свого польоту «до стрільця».
- Ліва, пряма, права мішень — мішені, що вилітають із машин відповідно вліво, в угон, і вправо від стрільця.
- Рвана мішень — мішень, що зруйнувалася при випуску з метальної машини.
- Мішень в «дим» — таке ураження мішені дробовим зарядом, при якому від тарілки залишається тільки хмара чорного «диму», що являє собою осколки мішені, розбиті в дрібний пил. Таке явище характерно для стрільби на 8 номерів круглого стенда.
- Дублет (дуплет) — мішені подавані одночасно, що летять назустріч одина одній (круглий стенд) і паралельно (дабл-треп).
- Таймер — автоматична затримка вильоту мішені від 0 до 3 секунд, після команди стрільця на круглому стенді.
- Рух корпусом — поняття містить у собі систему «стрілець-зброя», у якій відбувається одночасне обертання корпуса стрільця (стегна, тулуб, плечі, руки які тримають зброю, голова) навколо своєї осі. Це обертання забезпечується внаслідок активної роботи м'язів спини. Робота корпусом (для зрівняння «робота руками») являє собою основну складність серед стендових стрільців-початківців.
- Упередження або Відхід від мішені- відстань на траєкторії мішені, на яке треба випередити мішень при пострілі, щоб після вильоту дробу зі ствола, з урахуванням відстані до мішені, швидкості польоту мішені й дробу можна було гарантувати враження тарілки. Упередження залежать від швидкості польоту мішені, відстані до неї, швидкості польоту дробу, швидкості вітру, вологості й кутовій швидкості рушниці в момент пострілу
- Мертва зона — відстань пролітається мішенню з моменту пуску до першої реакції на неї стрільця. Залежить переважно від індивідуальних психофізіологічних особливостей (проста моторна реакція) спортсмена. Підбирається стрільцем індивідуально, з урахуванням впливу погодних, технічних умов, а також власного функціонального стану.
- Осип дробу — хаотичний розподіл дробу після покидання зарядом стволів і до втрати їм забійної сили. Розрізняються рівномірний і нерівномірний осипи дріб, які визначаються при стрільбі з відстані 35 метрів, по паперовій пристріляній мішені з нанесеними секторами, для підрахунку кількості дробу на кожний сектор.
- Ведення — рух блоку стволів щодо траєкторії уявлюваної, тренувальної або реальної мішені з метою вироблення тренувальної навички для її ураження.

- Обробка мішені — чітка послідовність дій, що передбачає (на колі й у спортинзі) сприйняття мішені, скидання, ведення, вихід на упередження, постріл зі збереженням набраної рушницею кутової швидкості. При стрільбі траншеї скидання виключається з природних причин.

## Відомі спортсмени України

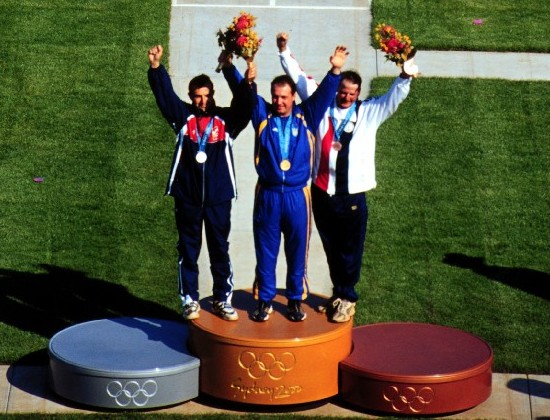
Микола Мільчев (у центрі) на золотому олімпійському п'єдесталі Сіднея (2000)

- Мільчев Микола Миколайович
- Клекова (Сидорова) Юлія Василівна
- Монаков Дмитро Віталійович
- Нікандров Юрій Степанович